# Kanton Brienon-sur-Armançon
Het kanton Brienon-sur-Armançon is een kanton van het Franse departement Yonne. Het kanton maakt deel uit van de arrondissementen Auxerre en Sens. Het heeft een oppervlakte van 589,48 km² en telt 17.066 inwoners in 2018, dat is een dichtheid van 29 inwoners per km².

## Gemeenten
Het kanton Brienon-sur-Armançon omvatte tot 2014 de volgende gemeenten:
- Bellechaume
- Brienon-sur-Armançon (hoofdplaats)
- Bussy-en-Othe
- Chailley
- Champlost
- Esnon
- Mercy
- Paroy-en-Othe
- Turny
- Venizy

Door de herindeling van de kantons bij decreet van 13 februari 2014 met uitwerking op 22 maart 2015 werd het kanton aangepast en omvatte het toen 36 gemeenten. 
Op 1 januari 2016 werden de gemeenten Chigy, Theil-sur-Vanne et Vareilles samengevoegd tot de fusiegemeente (commune nouvelle) Les Vallées de la Vanne.

Sindsdien omvat het kanton volgende 34 gemeenten: 
- Arces-Dilo
- Bagneaux
- Bellechaume
- Bœurs-en-Othe
- Brienon-sur-Armançon
- Cérilly
- Cerisiers
- Champlost
- Les Clérimois
- Coulours
- Courgenay
- Esnon
- Flacy
- Foissy-sur-Vanne
- Fontaine-la-Gaillarde
- Fournaudin
- Lailly
- Malay-le-Petit
- Mercy
- Molinons
- Noé
- Paroy-en-Othe
- Pont-sur-Vanne
- La Postolle
- Saint-Maurice-aux-Riches-Hommes
- Saligny
- Les Sièges
- Les Vallées de la Vanne
- Vaudeurs
- Vaumort
- Venizy
- Villechétive
- Villeneuve-l'Archevêque
- Villiers-Louis